# Cayratia ciliifera
Cayratia ciliifera är en vinväxtart som först beskrevs av Merrill, och fick sitt nu gällande namn av Woon Young Chun. Cayratia ciliifera ingår i släktet Cayratia och familjen vinväxter. Inga underarter finns listade i Catalogue of Life.